# Стрільба з лука

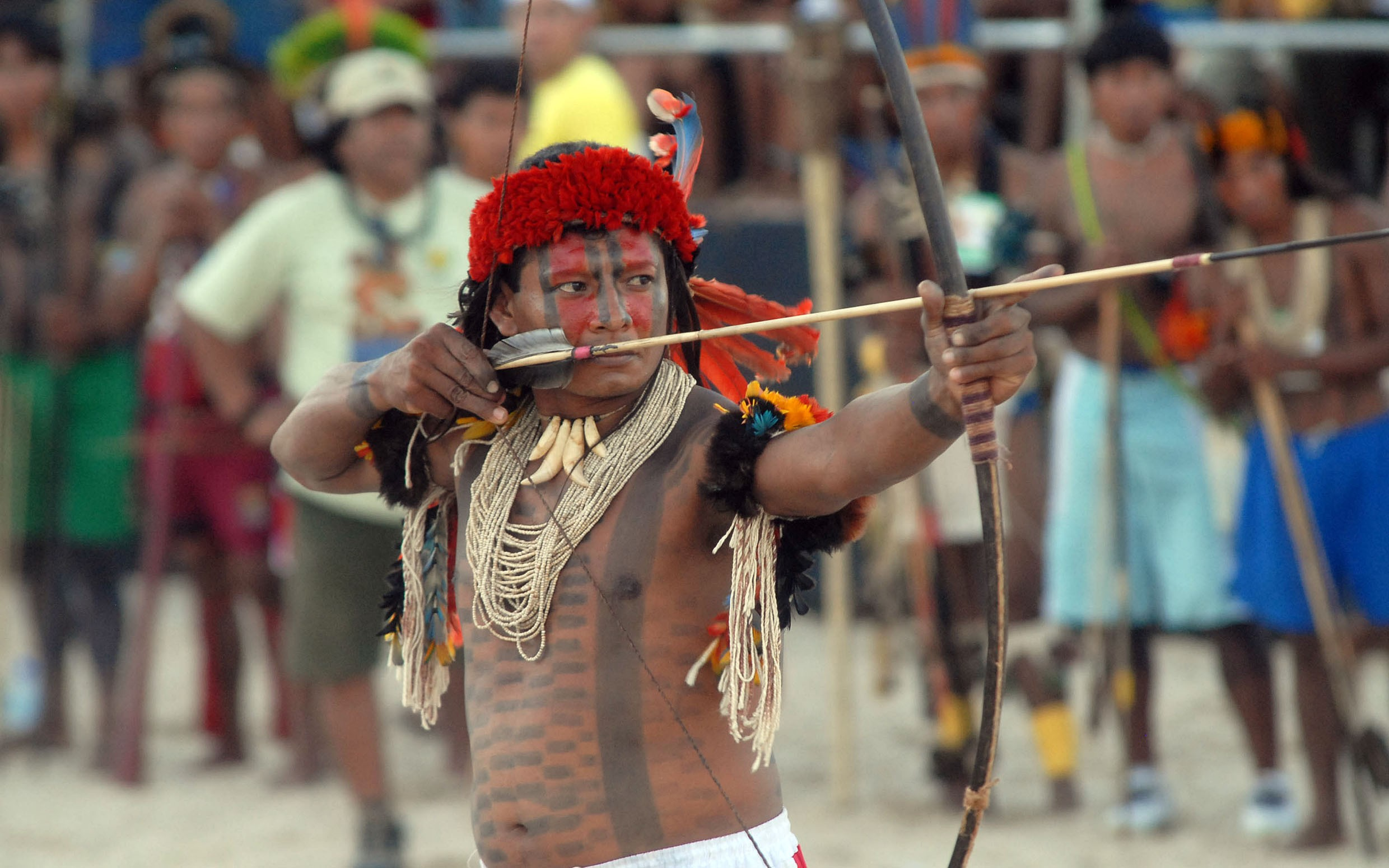
Бразильський індіанець з луком

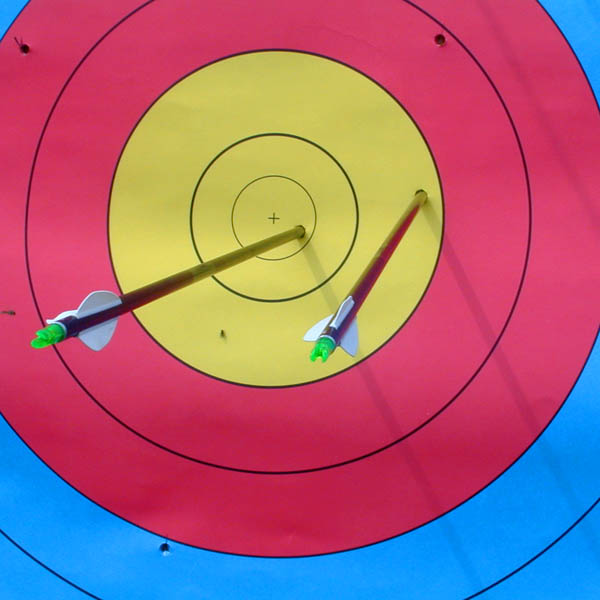
Ціль, у яку стріляють спортсмени

Лучники на змаганнях

Стрільба з лука (лучництво) — мистецтво та спорт, що полягає у вмінні стріляти з лука у ціль стрілами.

## Походження
Мистецтво стріляти з лука виникло в епоху пізнього палеоліту або раннього мезоліту. Найстарші знахідки, пов'язані зі стрільбою з лука, датуються восьмим-дев'ятим тисячоліттям до нашої ери. Історично стрільбу з лука використовували для полювання і бойових дій. Лук використовували з такою метою практично всюди. Єдиним регіоном, де мистецтво стріляти з лука не було відомо аж до XIX століття, є Австралія і Океанія. У великих бойових діях лук останній раз використовували на початку XIX століття.

## Спорт
Стрільба з лука є олімпійським видом спорту. Стрільба з лука включена до програми Літніх Олімпійських ігор з 1900 року.
Міжнародна федерація стрільби з лука (ФІТА) була створена 4 вересня 1931 року на першому конгресі цієї організації, що відбувся у Львові за ініціативою Польського Союзу Лучників. Конгрес відбувався в конференц-залі львівської Ратуші. На конгресі були присутні представники Естонії, Італії, Польщі, США, Угорщини, Франції, Чехословаччини, Швеції, Швейцарії. Першим президентом ФІТА обрано представника Польщі — львів'янина Мечислава Мулярського. У ці ж дні (з 26 серпня до 6 вересня 1931 року) у Львові відбувся перший чемпіонат світу зі стрільби з лука. У змаганнях взяли участь лучники Польщі, Франції, Чехословаччини та Швеції.
Одним із перших чемпіонів світу зі стрільби з лука був Мирон Труш (Париж, 1937 рік), старший син українського художника Івана Труша.
Найпоширеніші міжнародні дисципліни, з яких проводяться Олімпійські ігри, Чемпіонати світу та Європи — це стрільба по мішенях FITA зі стандартних дистанцій. Менш поширені такі види як польова стрільба скиарк (лучний біатлон), стрільба по фігурних мішенях, вертикальна стрільба по мішенях, що також знаходяться під егідою FITA.
Чемпіонати світу зі стрільби з лука (на відкритому повітрі) проводяться щодва роки у непарні роки. Кубок світу зі стрільби з лука (на відкритому повітрі) проводиться щороку.

### Жінки
Відстань на яку стріляють лучниці у порівнянні із чоловіками (однотипна мішень) незначно зменшена.
Більшість спортсменок використовують додаткове оснащення, наприклад захист груді.